# Zelandotipula uniatra
Zelandotipula uniatra is een tweevleugelige uit de familie langpootmuggen (Tipulidae). De soort komt voor in het Neotropisch gebied.